# Список вооружения и военной техники Корпуса морской пехоты США
Список вооружения и военной техники Корпуса морской пехоты США включает в себя наземную и воздушную технику.

## Бронетехника
| Тип                  | Изображение | Производитель | Назначение                     | Количество | Примечания |
| -------------------- | ----------- | ------------- | ------------------------------ | ---------- | ---------- |
| LAV-25               |             | США           | Боевая разведывательная машина | 488        |            |
| ACV                  |             | США           | Амфибийная десантная машина    | 201        |            |
| AAV-7A1              |             | США           | Амфибийная десантная машина    | 1200       |            |
| Cougar               |             | США           | MRAP                           | 1725       |            |
| Oshkosh L-ATV (JLTV) |             | США           | Бронеавтомобиль                | 4500+      |            |
| Oshkosh M-ATV        |             | США           | MRAP                           | 704        |            |

## Артиллерия
| Тип       | Изображение | Производитель | Назначение                        | Количество | Примечания                    |
| --------- | ----------- | ------------- | --------------------------------- | ---------- | ----------------------------- |
| M101A1    |             | США           | 105-мм гаубица                    | 331        |                               |
| M777A2    |             | США           | 155-мм гаубица                    | 481        |                               |
| HIMARS    |             | США           | Реактивная система залпового огня | 47         |                               |
| LAV-M     |             | США           | 81-мм самоходный миномёт          | 65         |                               |
| M252      |             | США           | 81-мм миномёт                     | 535        |                               |
| M327 EFSS |             | Франция       | 120-мм миномёт                    | 49         | На хранении для учебных целей |

## Противотанковое оружие
| Тип               | Изображение | Производитель | Назначение                                   | Количество | Примечания |
| ----------------- | ----------- | ------------- | -------------------------------------------- | ---------- | ---------- |
| LAV-AT            |             | США           | Самоходный противотанковый ракетный комплекс | 106        |            |
| FGM-148 Javelin   |             | США           | Противотанковый ракетный комплекс            | н/д        |            |
| FGM-172B SRAW-MPV |             | США           | Противотанковый ракетный комплекс            | н/д        |            |
| BGM-71 TOW        |             | США           | Противотанковый ракетный комплекс            | н/д        |            |

## Средства противовоздушной обороны
| Тип             | Изображение | Производитель | Назначение                            | Количество | Примечания |
| --------------- | ----------- | ------------- | ------------------------------------- | ---------- | ---------- |
| FIM-92A Stinger |             | США           | Переносной зенитный ракетный комплекс | н/д        |            |
| M1097 Avenger   |             | США           | Зенитный ракетный комплекс            | н/д        |            |

## Техника МТО
| Тип    | Изображение | Производитель | Назначение                                  | Количество | Примечания |
| ------ | ----------- | ------------- | ------------------------------------------- | ---------- | ---------- |
| AAVRA1 |             | США           | Бронированная ремонтно-эвакуационная машина | 60         |            |
| LAV-R  |             | США           | Бронированная ремонтно-эвакуационная машина | 45         |            |
| MTVR   |             | США           | Универсальная грузовая платформа            | н/д        |            |
| LAV-L  |             | США           | Логистическая машина                        | 127        |            |

## Средства разведки, РЭБ и управления
| Тип                  | Изображение | Производитель | Назначение                     | Количество | Примечания |
| -------------------- | ----------- | ------------- | ------------------------------ | ---------- | ---------- |
| AN/TPQ-36 Firefinder |             | США           | РЛС контрбатарейной борьбы     | 23         |            |
| LAV-C2               |             | США           | Командно-штабная машина        | 66         |            |
| LAV-MEWSS            |             | США           | Машина радиоэлектронной борьбы | 14         |            |

## Инженерная техника
| Тип                            | Изображение | Производитель | Назначение                                      | Количество | Примечания |
| ------------------------------ | ----------- | ------------- | ----------------------------------------------- | ---------- | ---------- |
| M60 AVLB                       |             | США           | Танковый мостоукладчик                          | 30         |            |
| M58 MICLIC                     |             | США           | Буксируемая реактивная установка разминирования | н/д        |            |
| M1150 Assault Breacher Vehicle |             | США           | Бронированная машина разминирования             | 42         |            |
| Buffalo MPV                    |             | США           | Машина разминирования                           | 38         |            |
| Husky 2G                       |             | США           | Машина разминирования                           | н/д        |            |
| TRAM 624KR                     |             | США           | Многоцелевой трактор                            | н/д        |            |
| John Deere 850JR               |             | США           | Бульдозер                                       | н/д        |            |

## Дроны и безэкипажные суда
| Тип              | Изображение | Производитель | Назначение                   | Количество | Примечания                   |
| ---------------- | ----------- | ------------- | ---------------------------- | ---------- | ---------------------------- |
| BQM-147 Exdrone  |             | США           | Разведывательный беспилотник | 100        | В составе наземных войск КМП |
| TRV-150C         |             | США           | Квадрокоптер                 | 6          | В составе наземных войск КМП |
| RQ-21A Blackjack |             | США           | Разведывательный беспилотник | 80         | В составе авиации КМП.       |
| LRUSV            |             | США           | Безэкипажный катер           | 5          |                              |

## Авиация
| Тип                                                                  | Изображение | Производитель | Назначение                    | Количество | Примечания                                  |
| Самолёты                                                             | Самолёты    | Самолёты      | Самолёты                      | Самолёты   | Самолёты                                    |
| -------------------------------------------------------------------- | ----------- | ------------- | ----------------------------- | ---------- | ------------------------------------------- |
| F-35B Lightning IIF-35C Lightning II                                 |             | США           | Истребитель-бомбардировщик    | 14815      |                                             |
| F/A-18C HornetF/A-18D Hornet                                         |             | США           | Истребитель-бомбардировщик    | 9871       |                                             |
| AV-8B Harrier IITAV-8B Harrier                                       |             | США           | Штурмовик                     | 436        |                                             |
| KC-130J Hercules                                                     |             | США           | Самолёт-заправщик             | 55         |                                             |
| Beech B200 King Air (UC-12F Huron)Beech B200 King Air (UC-12M Huron) |             | США           | Военно-транспортный самолёт   | 2          |                                             |
| Beech 350 King Air (C-12W Huron)                                     |             | США           | Военно-транспортный самолёт   | 7          |                                             |
| Cessna 560 Citation Encore (UC-35D)                                  |             | США           | Военно-транспортный самолёт   | 7          |                                             |
| Gulfstream IV (C-20G)                                                |             | США           | Пассажирский самолёт          | 2          |                                             |
| T-34C Turbo Mentor                                                   |             | США           | Учебный самолёт               | 3          |                                             |
| MV-22B Osprey                                                        |             | США           | Конвертоплан                  | 291        |                                             |
| Вертолёты                                                            |             |               |                               |            |                                             |
| AH-1Z Viper                                                          |             | США           | Ударный вертолёт              | 130        |                                             |
| CH-53E Super StallionCH-53K King Stallion                            |             | США           | Тяжёлый транспортный вертолёт | 12317      | CH-53K King Stallion в опытной эксплуатации |
| VH-60N White Hawk                                                    |             | США           | Средний транспортный вертолёт | 5          | VIP транспорт                               |
| VH-3D Sea King                                                       |             | США           | Средний транспортный вертолёт | 10         | VIP транспорт                               |
| VH-92A                                                               |             | США           | Средний транспортный вертолёт | 21         |                                             |
| UH-1Y Venom                                                          |             | США           | Лёгкий транспортный вертолёт  | 109        |                                             |
| TH-57B Sea RangerTH-57C Sea Ranger                                   |             | США           | Учебный вертолёт              | 1014       |                                             |